# HD125630
HD125630 — хімічно пекулярна зоря спектрального класу A2, що має видиму зоряну величину в смузі V приблизно  6,8.
Вона  розташована на відстані близько 519,4 світлових років від Сонця.

## Фізичні характеристики
Телескоп Гіппаркос зареєстрував фотометричну змінність  даної зорі з періодом    2,20 доби в межах від  Hmin= 6,86 до  Hmax= 6,77.

## Пекулярний хімічний склад
Зоряна атмосфера HD125630 має підвищений вміст 
Si
.